# Ishura
Ishura (Nhật: 異修羅 (Dị Tu la)) là loạt light novel do Keiso sáng tác và Kureta minh hoạ. Được ASCII Media Works xuất bản dưới ấn hiệu Dengeki no Shin Bungei kể từ ngày 17 tháng 9 năm 2019. Bộ truyện được Thaihabooks mua bản quyền tại Việt Nam và phát hành dưới ấn hiệu Hikari Light Novel. Bộ truyện ban đầu là một web novel được đăng tải trên trang web Kakuyomu kể từ ngày 30 tháng 6 năm 2017 và trên trang web Shōsetsuka ni Narō kể từ ngày 2 tháng 7 năm 2017.
Một bản manga chuyển thể do Meguri minh hoạ, được đăng trên tạp chí Monthly Shōnen Magazine của Kodansha kể từ ngày 5 tháng 3 năm 2021.

## Nội dung
Thế gian sau khi Ma Vương bị đánh bại. Vẫn còn đó những bậc Tu la đủ năng lực tiêu diệt Ma Vương.
Kiếm sĩ đến từ thế giới khác với khả năng quét sạch địch thủ trong nháy mắt, một chiến binh dùng giáo với tốc độ thần sầu không phát ra tiếng động, nhà thám hiểm long điểu sử dụng đồng thời ba cánh tay điều khiển thần khí huyền thoại, Sát thủ của thiên thần với khả năng điều khiển cái chết tức thì trong khi thần không biết quỷ không hay...
Những bậc Tu la tới từ nhiều chủng tộc khác nhau với năng lực đạt đến mức thượng thừa, cạnh tranh với các cường địch để giành lấy vinh quanh trở thành "dũng sĩ chân chính" đã châm ngòi cho một cuộc chiến mới. Tất thảy đều mạnh nhất, tất thảy đều là anh hùng. Chỉ duy một kẻ mang thân dũng sĩ. Cuộc chiến phân tranh vị thế "chân chính" sắp sửa kéo màn.

## Truyền thông

### Light novel
| # | Phát hành Tiếng Nhật | Phát hành Tiếng Nhật | Phát hành Tiếng Việt | Phát hành Tiếng Việt |
| # | Ngày phát hành       | ISBN                 | Ngày phát hành       | ISBN                 |
| - | -------------------- | -------------------- | -------------------- | -------------------- |
| 1 | 17 tháng 9, 2019     | 978-4-04-912564-1    | —                    | —                    |
| 2 | 17 tháng 3, 2020     | 978-4-04-912895-6    | —                    | —                    |
| 3 | 12 tháng 8, 2020     | 978-4-04-913205-2    | —                    | —                    |
| 4 | 17 tháng 2, 2021     | 978-4-04-913532-9    | —                    | —                    |
| 5 | 17 tháng 9, 2021     | 978-4-04-913739-2    | —                    | —                    |

### Manga
| # | Ngày phát hành    | ISBN              |
| - | ----------------- | ----------------- |
| 1 | 16 tháng 7, 2021  | 978-4-06-523797-7 |
| 2 | 16 tháng 12, 2021 | 978-4-06-525794-4 |

### Anime
Mùa anime đầu tiên được chiếu từ ngày 3 tháng 1 đến 20 tháng 3 năm 2024, trên Tokyo MX và các kênh khác.

## Đón nhận
Bộ truyện đạt hạng nhất ở hạng mục tankobon trên bảng xếp hạng Kono Light Novel ga Sugoi! vào năm 2021, trở thành bộ truyện nhận được nhiều phiếu bầu nhất trong lịch sử của bảng xếp hạng này.